# Jermaine Samuels Jr.

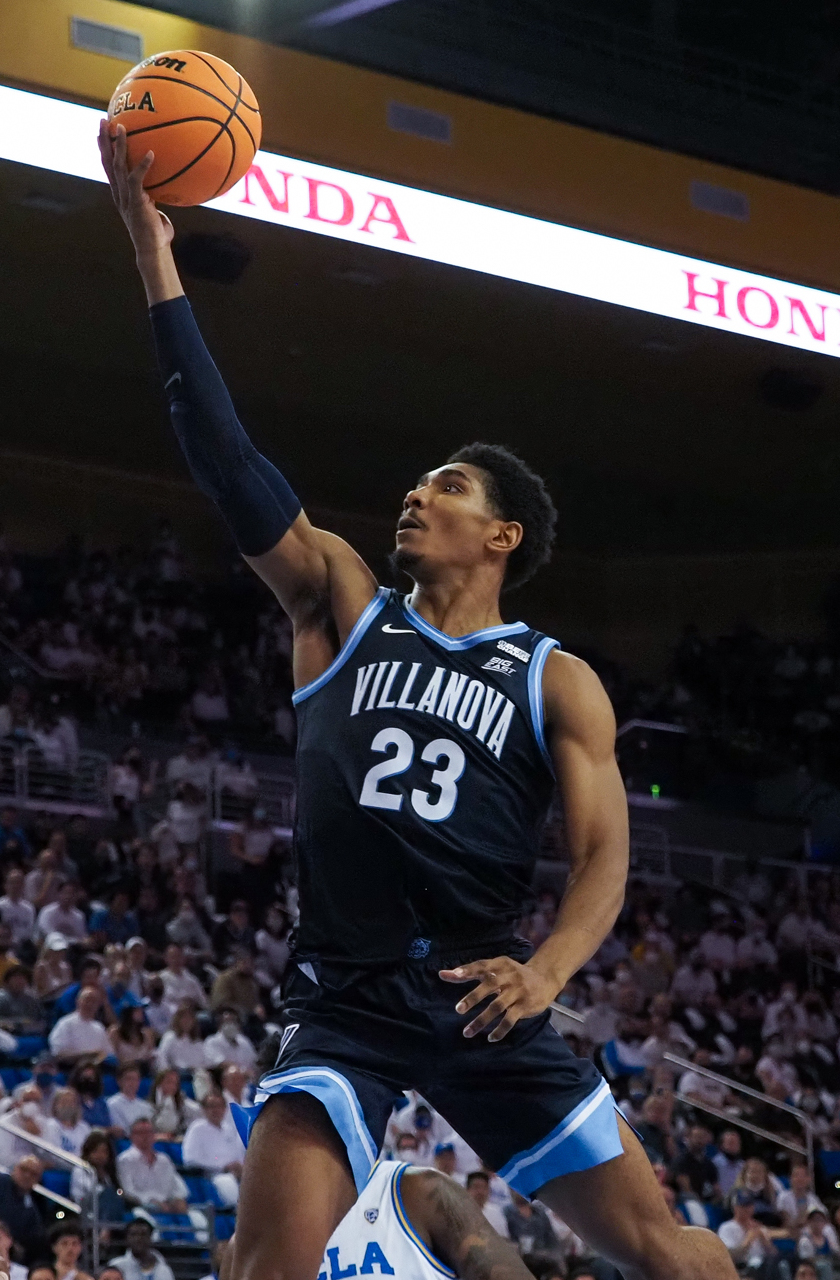
Jermaine Samuels Jr., 2021.

Jermaine Samuels Jr., född 13 november 1998 i Franklin i Massachusetts, är en amerikansk professionell basketspelare (SF) som spelar för Houston Rockets i National Basketball Association (NBA).
Han blev aldrig NBA-draftad.
Innan Samuels blev proffs studerade han vid Villanova University och spelade för deras idrottsförening Villanova Wildcats.